# Ryszard Bartosz
Ryszard Władysław Bartosz (* 23. August 1953 in Tyszowce) ist ein polnischer Politiker (PZPR, SLD). Er war von 1989 bis 1993 Abgeordneter des Sejm in der X. (Volksrepublik) und I. (Dritte Republik) Wahlperiode und 2002 bis 2006 Bürgermeister der Gmina Tyszowce.

## Leben und Beruf
Ryszard Bartosz bewirtschaftete einen selbständigen Bauernhof. Daneben war er ab 1976 Abteilungsleiter für das regionale Straßenwesen in Siemiatycze. 1980 wurde er Leiter eines Kulturzentrums und von 1985 bis 1988 war er für den Landjugendverband Związek Młodzieży Wiejskiej tätig. Ein Studium an der Fakultät für Journalistik und Politikwissenschaft der Universität Warschau schloss er 1989 ab.

## Politik
Von 1977 bis 1980 war Bartosz, der 1977 der Polnischen Vereinigten Arbeiterpartei (PZPR) beigetreten war, im Woiwodschaftsvorstand der Parteijugend Związek Socjalistycznej Młodzieży Polskiej für die Woiwodschaft Łomża tätig. Bei den halbfreien Wahlen zum Vertragssejm 1989 wurde er auf einem der für die PZPR und ihre Blockparteien reservierten Plätze in den Sejm gewählt. Nachdem sich die PZPR aufgelöst hatte, trat er im Januar 1990 der Nachfolgepartei Socjaldemokracja Rzeczypospolitej Polskiej bei. Bei der ersten vollständig freien Sejmwahl 1991 wurde Bartosz für die Sojusz Lewicy Demokratycznej (SLD) gewählt. Während der laufenden Wahlperiode verließ er die SLD-Fraktion und war bis zum Ende der Wahlperiode fraktionslos. Bei den Wahlen 1993 und 1997 kandidierte er jeweils vergeblich im Wahlkreis Zamość für den Senat der Republik Polen. Bei den Selbstverwaltungswahlen 2002 wurde er zum Bürgermeister der Gmina Tyszowce gewählt. 2006 kam er in die Stichwahl, in der er aber nicht antrat.